# Halosicyos
Halosicyos là một chi thực vật có hoa trong họ Cucurbitaceae.

## Loài
Chi Halosicyos gồm các loài: